# Championnat national de tennis des États-Unis 1947
Pour un article plus général, voir US Open de tennis.
Résultats détaillés de l’édition 1947 du championnat de tennis US National qui est disputée du 6 au 14 septembre 1947.

## Palmarès
| Tableau          | Vainqueurs                           | Vainqueurs           | Score                   | Finalistes                       | Finalistes           |
| ---------------- | ------------------------------------ | -------------------- | ----------------------- | -------------------------------- | -------------------- |
| Simple dames     | Louise Brough Clapp                  | États-Unis           | 6-3, 8-6                | Margaret Osborne                 | États-Unis           |
| Simple messieurs | Jack Kramer                          | États-Unis           | 4-6, 2-6, 6-1, 6-0, 6-3 | Frank Parker                     | États-Unis           |
| Double dames     | Louise Brough Clapp Margaret Osborne | États-Unis           | 5-7, 6-3, 7-5           | Patricia Canning Todd Doris Hart | États-Unis           |
| Double messieurs | Jack Kramer Ted Schroeder            | États-Unis           | 6-4 7-5 6-3             | Bill Talbert Bill Sidwell        | États-Unis Australie |
| Double mixte     | Louise Brough Clapp John Bromwich    | États-Unis Australie | 6-3, 6-1                | Gertrude Moran Pancho Segura     | États-Unis Équateur  |

## Simple dames
|  |                  |  |   |   |  |
|  | Finale           |  |   |   |  |
|  |                  |  |   |   |  |
|  |                  |  |   |   |  |
|  | Louise Brough    |  | 6 | 8 |  |
|  | Louise Brough    |  | 6 | 8 |  |
|  | Margaret Osborne |  | 3 | 6 |  |

## Double dames
|  |                                  |  |   |   |   |
|  | Finale                           |  |   |   |   |
|  |                                  |  |   |   |   |
|  |                                  |  |   |   |   |
|  | Louise Brough Margaret Osborne   |  | 5 | 6 | 7 |
|  | Louise Brough Margaret Osborne   |  | 5 | 6 | 7 |
|  | Patricia Canning Todd Doris Hart |  | 7 | 3 | 5 |

## Double mixte
|  |                             |  |   |   |  |
|  | Finale                      |  |   |   |  |
|  |                             |  |   |   |  |
|  |                             |  |   |   |  |
|  | Louise Brough John Bromwich |  | 6 | 6 |  |
|  | Louise Brough John Bromwich |  | 6 | 6 |  |
|  | Gussy Moran Pancho Segura   |  | 3 | 1 |  |